# Золотова (деревня)
Золотова — деревня в Тугулымском городском округе Свердловской области, России.

## Географическое положение
Деревня Золотова муниципального образования «Тугулымского городского округа» расположена в 5 километрах к северо-востоку от посёлка Тугулым (по автотрассе в 6 километрах), на левом берегу реки Айба (левого притока реки Пышма).

## Население
| 2002 | 2010 |
| ---- | ---- |
| 0    | →0   |